# Oración predicativa
Oraciones predicativas son aquellas oraciones simples (u oraciones con un solo verbo como núcleo del predicado) cuyo núcleo del predicado es un "verbo predicativo ” denota una acción, ya sea concreta, esto es, no copulativo ni sustituible o conmutable por los verbos copulativos ser, estar o parecer.

## Tipología
Existen distintas clases:
- Predicativas activas: Son aquellas en las cuales el sujeto es un verbo activo", porque ejecuta una acción, la controla o la preside, y también puede ser predicado nominal y verbal.
  - Pred. activas transitivas. Son oraciones que llevan complemento directo  porque el verbo, a menudo de significado incompleto, lo requiere para concretar su significado:
Escribí una carta a mis abuelos
  - Pred. activas intransitivas:Son las que carecen de complemento directo, ya que el verbo lo admite o lo precisa en ese contexto, puesto que posee significado pleno:Roberto duerme.

Sin embargo, algunas oraciones intransitivas necesitan llevar un complemento circunstancial  o complemento de régimen verbal:Iré a tu casa
  - Pred. activas reflexivas: Son las oraciones que tienen un verbo reflexivo. Los verbos reflexivos son los que demuestran que la acción del verbo recae sobre el mismo sujeto. Ejemplo: Él se admira a sí mismo. Ayer te bañaste en el río.
  - Pred. activas recíprocas: Se construyen con un verbo recíproco. Los verbos recíprocos se refieren a acciones del verbo mutuas, es decir que se realizan entre dos personas. Ejemplo: Felipe y Vicente se gritaron con furia. Madre e hija se besaron cariñosamente.
- Predicativas pasivas. Son las oraciones que tienen el verbo en voz pasiva y su sujeto es sujeto paciente, esto es, recibe, padece o es afectado por la acción del verbo en vez de realizarla. Los verbos en voz pasiva se construyen en español con el verbo ser o estar como auxiliar, en el tiempo de la activa, más el participio del verbo que se conjuga, y llevan siempre, explícito o implícito, un complemento agente con la preposición por, o a veces de. Existen otras construcciones pasivas, la más frecuente de las cuales se realiza con el verbo en forma activa y en tercera persona, acompañado del morfema se. Ejemplo: Se vende piso (por alguien). Una dieta baja en grasas ha sido recomendada por los nutricionistas.
- Oraciones pred. impersonales: Estas oraciones tienen un verbo en tercera persona sin sujeto recuperable o con sujeto tan indeterminado que no puede precisarse. Los verbos impersonales no se refieren a ninguna persona en particular.  Ejemplo: Se lucha por la democracia. Llueve con frecuencia. Los tipos de impersonales son:
- oraciones impersonales gramaticalizadas
- oraciones impersonales reflejas
- oraciones impersonales unipersonales
- oraciones impersonales eventuales[1]